# Actinopyga capillata
Actinopyga capillata is een zeekomkommer uit de familie Holothuriidae.
De wetenschappelijke naam van de soort werd in 2006 gepubliceerd door Francis Rowe & Massin.